# Unión Política Nacional
La Unión Política Nacional (en griego: Εθνική Πολιτική Ένωσις, Ethniki Politiki Enosis, EPEN) fue un partido político griego de extrema derecha. 
Fue fundado desde la cárcel el 30 de enero de 1984 por el exlíder de la junta militar de la Dictadura de los Coroneles, Georgios Papadópoulos. En las Elecciones al Parlamento Europeo de 1984, el partido obtuvo el 2,3% de los votos, lo que le otorgó uno de los 24 escaños asignados a Grecia. En el Parlamento Europeo formó parte del Grupo de la Derecha Europa, junto al Frente Nacional francés y el Movimiento Social Italiano. A nivel nacional se mantuvo como un partido minoritario y nunca consiguió entrar en el Consejo de los Helenos.
El dirigente nacionalista Nikolaos Michaloliakos (futuro líder del partido neonazi Amanecer Dorado) fue el líder de la juventud del partido. El actual Ministro del Interior griego Makis Voridis ocupó el mismo puesto.
El partido se disolvió en 1996 al integrarse al Frente Helénico.

## Resultados electorales
| 1984 | Parlamento Europeo | 136,642 | 2.29% | 1 |
| 1985 | Parlamento         | 37,965  | 0.6%  | 0 |
| 1989 | Parlamento         | 21,149  | 0.3%  | 0 |
| 1989 | Parlamento Europeo | 75,877  | 1.16% | 0 |
| 1993 | Parlamento         | 9,469   | 0.14% | 0 |
| 1996 | Parlamento         | 16,501  | 0.24% | 0 |